# Hessonen
Die Hessonen waren ein mittelalterliches Adelsgeschlecht, dessen Herrschaftsschwerpunkt sich im 11. Jahrhundert im Sülchgau und um Backnang befand. Gegen Ende des Jahrhunderts verlagerten sich die Besitzungen und die Hessonen traten als Herren von Wolfsölden auf, aus denen wiederum im 12. Jahrhundert die Grafen von Schauenburg hervorgingen.

## Überblick

### Die frühen Hessonen: Sülchgau, südlicher Oberrhein und Südschwarzwald
Die Quellensituation zu den Hessonen ist problematisch; das Adelsgeschlecht wird nur in einer Handvoll Aufzeichnungen erwähnt. Da die frühen Hessonen allesamt gleich Hesso (oder Ezzo) genannt wurden, ist es daher praktisch unmöglich, die jeweiligen Namensnennungen eindeutig einzuordnen.
Erstmals erwähnt werden die Hessonen im Jahr 1007, als König Heinrich II. auf der Synode von Frankfurt dem neugegründeten Bistum Bamberg den Ort Nußbach an der Rench und das Kloster Gengenbach, beides in der Ortenau, sowie Kirchentellinsfurt im Sülchgau vermacht. Als Herrscher der beiden Gebiete wird dabei ein Graf Hesso genannt, der damit das erste fassbare Mitglied der Dynastie ist. Die Grafschaft in der Ortenau scheinen die Hessonen aber infolge der Synode oder bald darauf zugunsten von Berthold von Zähringen verloren zu haben; möglicherweise hatte Graf Hesso den Königsbewerber Hermann II. von Schwaben unterstützt und musste nach dessen Niederlage auf das Lehen verzichten. Zum einzigen Herrschaftsmittelpunkt der Hessonen wurde somit der Sülchgau mit dem Hauptort Sülchen (bei Rottenburg am oberen Neckar); in dieser Region befanden sich auch die Allodgüter der Familie.
Als Nächstes erscheint im Jahr 1027 auf einer Versammlung verschiedener Adliger in Ulm, die einem von König Konrad II. festgelegten Wildbann im Murrhardter Wald zustimmen, ein weiterer Graf Ezzo (Hesso). Dieser wird als Graf im Sülchgau und Murrgau und Ehemann der Gisela von Backnang genannt. Gisela, die Erbin Backnangs, war wohl entweder eine Angehörige der Grafen von Calw oder eine Verwandte, möglicherweise sogar Tochter aus zweiter Ehe, der Kaiserin Gisela von Schwaben. Durch die Heirat Giselas mit Graf Hesso in den 1020er-Jahren fielen Backnang und weitere Besitzungen im Murrgau an die Hessonen. Es ist sehr wahrscheinlich, dass es sich bei dem Ehemann der Gisela um den Sohn des gleichnamigen Grafen von 1007 handelt.
Neben dem Sülchgau und Backnang besaßen die Hessonen auch umfangreiche Ländereien am südlichen Oberrhein zwischen dem Rheinknie und dem Kaiserstuhl sowie im Südschwarzwald. Die Verbindung zwischen diesen Gebieten und den nördlichen am Neckar ergibt sich dadurch, dass das oben genannte Ehepaar Hesso und Gisela auch als verstorbene Wohltäter im Monat März im Jahrzeitbuch des Klosters Einsiedeln auftaucht. Laut einer Traditionsnotiz des gleichen Klosters wurde Gisela auch in Einsiedeln begraben; um 1050 schenkten ihre beiden Söhne, Gerung und Hesso von Blansingen, zum Wohle des mütterlichen Seelenheils dem Kloster Ländereien in Stetten bei Lörrach.
Ein weiteres mutmaßliches Mitglied der Familie ist ein Graf Hesso, der mit einer Hiltgard verheiratet war und im Kampf getötet wurde; sein Gedenktag in Einsiedeln und Reichenau war der 20. August. Früher wurde er mit dem Grafen von 1007 gleichgesetzt und sein Tod als Folge des Aufstands des Herzogs Ernst II. von Schwaben 1030 gesehen. Die neuere Forschung hat diese Theorie jedoch widerlegt; man nimmt inzwischen an, dass dieser Graf Hesso erst nach Mitte des Jahrhunderts starb, womit seine Zuordnung völlig unklar bleibt.
Unklar ist auch, welche genaue Verbindung zwischen den Hessonen und den Üsenbergern bestand – beide Familien waren in der Region Breisgau-Südschwarzwald begütert, und bei beiden war der Name „Hesso“ weit verbreitet. Eine enge Verwandtschaft zwischen den beiden Dynastien gilt daher als unstrittig; meist werden dabei die Üsenberger als Nebenlinie der Hessonen angesehen. Sowohl Hesso von Rimsingen, der Gründer des um 1072 geschaffenen Klosters Tuniberg/St. Ulrich, als auch Hesso von Kleinkems, Mitgründer des 1084/85 gestifteten Klosters Sankt Georgen im Schwarzwald, werden in der Literatur je nachdem entweder den Hessonen oder den Üsenbergern zugeordnet. Auch die Herren von Eichstetten und die Grafen von Nimburg gelten meist als Nebenlinien der Hessonen. In der Forschung wird daher gelegentlich von der Dietrich-Hesso-Sippe gesprochen, aus der neben den Hessonen im engeren Sinne auch die zuvor genannten Adelsfamilien hervorgegangen sein sollen. Vermutet wird eine hessonische Abstammung auch bei den Herren von Rötteln und Waldeck.

### Herrschaft in Backnang
Ab Mitte des Jahrhunderts verlagerte sich die Familie vom Sülchgau nach Backnang und verwendete den Namenszusatz „von Backnang“. 1057, bei der Schenkung des Guts Sülchen an das Hochstift Speyer durch König Heinrich IV., wird schließlich letztmals ein Graf Hesso im Sülchgau genannt, auch wenn die Familie noch mehrere Jahrzehnte danach mit Besitz in der Region bezeugt ist.
Auf einer Urkunde des Bistums Augsburg aus dem Jahr 1067, in dem Bischof Embrico eine Schenkung bestätigt, taucht erstmals ein hessonisches Vater-Sohn-Paar auf: Hesso (der Ältere) und sein Sohn Hesso (der Jüngere) von Backnang. Es wird angenommen, dass die beiden mit den im Backnanger Nekrolog genannten Hesso I. „der Gute“ und Hesso II. identisch sind. Darüber hinaus wird vermutet, dass der ältere Hesso (= Hesso I.) mit Hesso von Blansingen, Sohn der Gisela und Bruder des Gerung, und dem letzten Sülchgau-Grafen von 1057 identisch ist. Er wäre damit derjenige, der den Sitz der Familie vom Sülchgau nach Backnang, dem Erbe seiner Mutter, verlagerte.
Sein Sohn Hesso II. hatte mit seiner nicht näher identifizierten Frau Judith mehrere Kinder: Judith (von Backnang-Sulichgau), ein weiterer Hesso (III.), Pilgerinus, sowie Sieghard (von Wolfsölden), wobei besonders bei letzterem die Abstammung umstritten ist, da er nie gemeinsam mit den restlichen Geschwistern genannt wird. Hesso II. näherte sich den mächtigen Dynastien der Region an, zuerst den Grafen von Calw: 1075 wird bei der Wiederherstellung des Klosters Hirsau durch Adalbert II. von Calw ein Ezzo de Sulichen (Hesso von Sülchen) als Zeuge einer Beurkundung genannt. In den 1080er-Jahren kam es dann zu einer Eheschließung zwischen den beiden Familien, vermutlich heiratete Hessos Sohn Sieghard die Calwerin Uta, eine Tochter Adalberts II. und Schwester Gottfrieds. Als Mitgift erhielten die Hessonen bedeutende Güter im mittleren Neckarraum, so im Glems- und Remstalgau; Türkheim, Degerloch, Eltingen und Gruppenbach.
Zur bedeutendsten Ehe kam es jedoch mit den Markgrafen von Baden: Um 1111 heiratete Judith, Tochter des Hesso II., den badischen Markgrafen Hermann II., der als Mitgift die Stadt Backnang – das bisherige hessonische Herrschaftszentrum – erhielt. (Nach alternativen genealogischen Rekonstruktionen handelt es sich hingegen bei Judiths Ehemann um Hermann I. bzw. bei ihrem Vater um Hesso III.) Das Ehepaar stiftete in Backnang ein Augustiner-Chorherren-Stift, was 1116 durch den Papst und 1122 durch den Bischof von Speyer urkundlich bestätigt wurde. Backnang wurde in der Folgezeit ein Zentrum der badischen Markgrafschaft, während sich die Hessonen – trotz der Abgabe Backnangs mächtiger als zuvor – nach Wolfsölden verlagerten.

### Wolfsölden und Schauenburg

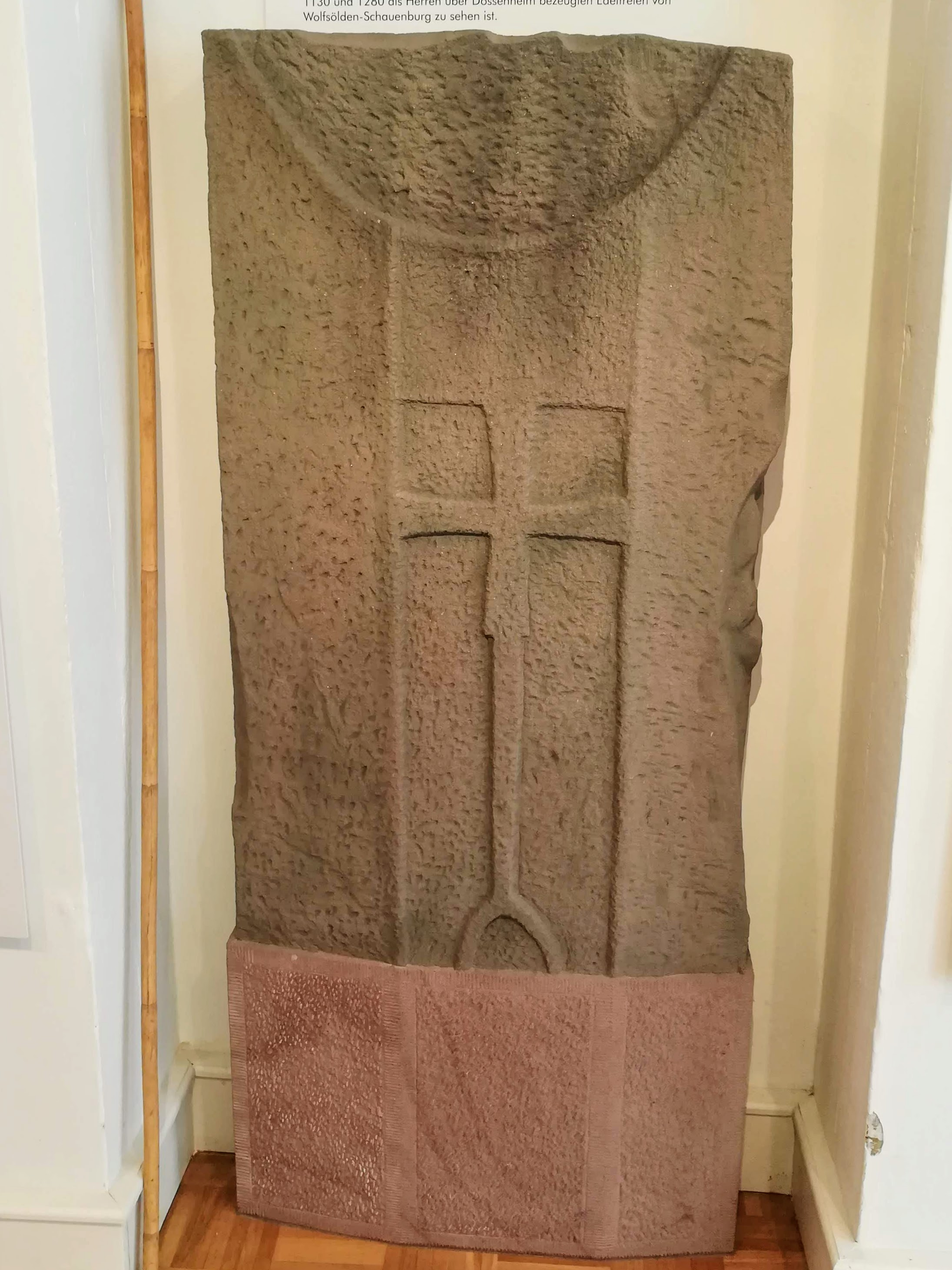
Vermutete Grablege der Edelfreien von Wolfsölden-Schauenburg

Die Verlagerung nach Wolfsölden, wo die Hessonen eine Burg errichteten, muss Ende des 11. oder Anfang des 12. Jahrhunderts unter Hesso II. oder III. erfolgt sein. Der Wechsel von einem Gutssitz in der Ebene auf eine befestigte Burg stellt dabei keine Besonderheit dar, sondern war im Stile der Zeit.
Von den Söhnen Hessos II. starb Pilgerinus wahrscheinlich jung, während bei Hesso (III.) aufgrund der Namensgleichheit mit seinen Vorgängern eine Einordnung völlig unsicher ist, möglicherweise handelt es sich bei ihm auch um eine falsch interpretierte Doppelaufzeichnung im Nekrolog. Der verbleibende Bruder Sieghard – es könnte sich aber wie oben angemerkt auch um den Sohn Hessos III. handeln – stieg daher nach dem Tod Hessos II. zum Oberhaupt der Dynastie auf. Mit ihm endet die Namensgleichheit und der Name „Hesso“ wurde nicht mehr vergeben, weshalb das Geschlecht von nun an als Wolfsöldener bezeichnet wird. Wie auch sein Vorgänger unterhielt Sieghard enge Beziehungen zu den Calwern und zeichnete sich als Unterstützer des Klosters Hirsau aus. Er ist mehrfach in Hirsau bezeugt, zuerst um 1100 mit seinem Vater Hesso, in den Jahren darauf dann mit seinen drei Söhnen Gottfried, Siegfried und Gerhard. Während zu Gottfried, der wohl um 1140 starb, wenig bekannt ist, stieg sein Bruder Siegfried bis zum Bischof von Speyer (als Siegfried II.) auf. Die beiden Brüder sind als Herren eines umfangreichen Reichsgutkomplexes im Nordgau belegt, der wahrscheinlich schon seit langer Zeit den Hessonen gehörte. Ein Streit mit dem Kloster Waldsassen um den dortigen Weiler Hofteich bei Tirschenreuth wurde 1138 in Mainz von König Konrad III. zugunsten des Klosters entschieden.
Gerhard, der dritte Bruder, steht seinen Geschwistern in Bedeutung nicht nach; er verlagerte seinen Sitz an die Bergstraße und begründete dort als Graf Gerhard I. die Linie Schauenburg, benannt nach der Burg nahe dem heutigen Dossenheim.

## Stammliste
Aufgrund der mangelhaften Quellensituation ist die Genealogie sehr unsicher.
1. Hesso, Graf im Sülchgau und der Ortenau (um 1007)
  1. Hesso, Graf im Sülchgau und Murrgau ⚭ Gisela, Erbin von Backnang (um 1027)
    1. Gerung
    2. Hesso von Blansingen (um 1050), identisch mit Hesso I. von Backnang (um 1067) (?)
      1. Hesso II. von Backnang (um 1075–1100) ⚭ Judith
        1. Judith von Backnang-Sulichgau (* um 1080; † um 1123)  ⚭ um 1111 Hermann II. von Baden (* um 1060; † 7. Oktober 1130)
        2. Hesso (III.)
        3. Pilgerinus
        4. (?) Sieghard von Wolfsölden (um 1080–1100) ⚭ Uta von Calw
          1. Gottfried († um 1140)
          2. Siegfried, Bischof von Speyer 1127–1146
          3. Gerhard, Graf von Schauenburg (um 1130–1165) ⚭ Heilicka von Burgeck
            1. Gerhard II. von Schauenburg
            2. Sieghard von Schauenburg
            3. Berthold I. von Schauenburg
            4. Gottfried I. von Schauenburg